# Trappistinnenkloster Esmeraldas
Das Trappistinnenkloster Esmeraldas, offizieller Name Monasterio de Santa María de la Esperanza, ist seit  1992 ein ecuadorianisches Kloster der Trappistinnen in Esmeraldas, Apostolisches Vikariat Esmeraldas. 

## Geschichte
Die spanische Trappistinnenabtei Tulebras gründete 1992 am Río Esmeraldas in Ecuador das Nonnenkloster Monasterio de Santa María de la Esperanza (Maria Hoffnung), das 2000 zum selbständigen Priorat erhoben wurde. Gründungsbischof war der Apostolische Vikar Enrico Bartolucci Panaroni MCCJ (1928–1995).
Oberinnen:
- Miren GARAMENDI (1992–2008)
- Mireya Sanchez Martinez (2008–2011)
- Yosúa Llorente de la Peña (2012–2017)
- Celia Quezada Santos (2017–2023)